# Municipio de Lafayette (condado de Floyd)
El municipio de Lafayette (en inglés: Lafayette Township) es un municipio ubicado en el condado de Floyd en el estado estadounidense de Indiana. En el año 2010 tenía una población de 7449 habitantes y una densidad poblacional de 109,67 personas por km².

## Geografía
El municipio de Lafayette se encuentra ubicado en las coordenadas 38°21′36″N 85°52′48″O / 38.36000, -85.88000. Según la Oficina del Censo de los Estados Unidos, el municipio tiene una superficie total de 67.93 km², de la cual 67,5 km² corresponden a tierra firme y (0,63 %) 0,42 km² es agua.

## Demografía
Según el censo de 2010, había 7449 personas residiendo en el municipio de Lafayette. La densidad de población era de 109,67 hab./km². De los 7449 habitantes, el municipio de Lafayette estaba compuesto por el 96,38 % blancos, el 0,89 % eran afroamericanos, el 0,12 % eran amerindios, el 1,3 % eran asiáticos, el 0,38 % eran de otras razas y el 0,94 % eran de una mezcla de razas. Del total de la población el 1,34 % eran hispanos o latinos de cualquier raza.